# Dasineura communis
Dasineura communis är en tvåvingeart som först beskrevs av Ephraim Porter Felt 1911.  Dasineura communis ingår i släktet Dasineura och familjen gallmyggor. Inga underarter finns listade i Catalogue of Life.